# 자아중심주의

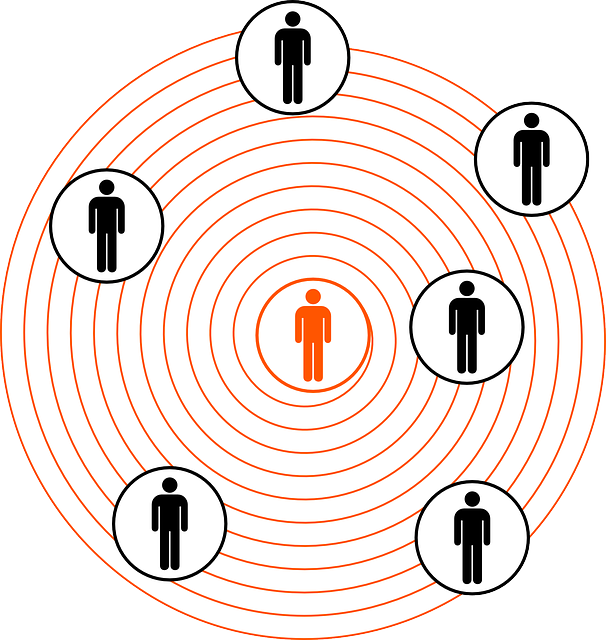
자아중심주의

자아중심주의(Egocentrism, 自我中心主義)는 자기(self)와 타자(other)를 구분할 줄 모르는 것을 말한다. 더욱 특정화하면, 자신 외에 다른 시각을 정확하게 인정하거나 이해하는 능력이 없는 것이다.
자아중심주의적인 행동은 성인기에 덜 두드러지지만, 성인기에 자아중심주의가 남아있다는 것은 자아중심주의를 극복하는 것이 평생 남게 될 발달로서 완수하지 못한다는 것을 가리킨다.
성인은 자아중심주의적 관점을 주도적으로 적용시킬 가능성이 적어서가 아니라, 자아중심적인 관점을 주도적으로 아이보다 빠르게 고칠 수 있기에, 성인은 아이보다 자아중심적인 성향이 덜한 것이다.
따라서 자아중심주의는 평생에 걸쳐 발견된다. 영아의 경우, 유년기 초기, 청소년기, 성년기에 모두 발견된다. 자아중심주의는 아이들의 마음 이론(theory of mind)과 자기정체성(self-identity) 형성을 도움으로써 인지 발달(human cognitive development)에 이바지한다.
자아중심주의와 자기애(narcissism)는 비슷해 보이지만 같지 않다. 자아중심적인 사람은 자신이 관심의 중심이라고 생각하지만 자신에 대한 존경으로 희열을 느끼진 않는다. 이기적인 사람(egotist)과 자기애성자(narcissist)의 자아(ego)는 타인의 인정에 크게 영향을 받지만, 자아중심주의자는 그럴 수도 있고 아닐 수도 있다.

## 특성
1. 자기 자신을 사물의 중심이라고 정의하고, 세상의 사물을 해석하는 (본인이 그것을 자각하고 있지 않는 것이 많다) 일. 또, 그러한 생각을 바탕으로 타인을 고려하지 않는 행동을 하는 성질. 단지 자기중심 (自己中心), 이것을 강조적으로 가리키는 경우는 자기중심적 (自己中心的)이라고도 말한다.
2. 유아기의 심리 특성. 자신을 기준으로 세계를 해석한다. 자신을 객관시하는 것이나, 자신과는 다른 가치관이 있는 것을 이해하는 것은 곤란하다. 발달 심리학 중에서, 장 피아제가 언급한 인지발달이론에서는 2세부터 5세 경에 경과하는 세계의 견해나 인식의 방법[7]. 자기중심적 언어의 일종으로 집단적 독백(集團的獨白, collective monologue)이 있으며 이는 주로 유아기에서 관찰된다.
3. 1의 발전한 해석으로, 이기적 의미로 사용되지만, 본래의 의미로는 잘못이다. 자신과 다른 가치관이 있는 것을 이해하지 못하고 자기의 이익이나 주장을 우선한다는 점으로 이기적과는 다르다.
4. 또, 그러한 성격의 사람을 '독불장군'이라고 부르기도 한다.
5. 해석에 따라 다르지만, 자기중심이라는 말은, 당신의 길을 걷는 리더쉽이라는 해석도 할 수 있다.

## 영아기
영아와 유아가 자아중심적인 모습을 보이기 시작하면서 배우게 되는 주요 사고방식은, 마음 이론이라고도 알려진 바, 자신의 사고와 가치와 행동이 타인들과 다르다는 것이다. 흔히 양육자가 될 가능성이 높은 타인과 아이가 처음으로 사회적 상호작용(social interaction)을 갖게 되면, 아이와 양육자는 오랜 시간 함께 하고 양육자가 아이가 필요한 것을 채워주기에, 아이는 양육자와 함께 하나의 개체(one entity)라고 오해한다. 예를 들어, 아이와 엄마는 실제론 분리된 개별체임에도 불구하고, 아이와 엄마는 같은 하나의 개체라는 신호라고 지목되는 대상을 회복하기에 이르도록 엄마의 행동을 유도한다. 15개월이 되면, 아이들은 어느 한 주체(agent)에 대하여 그 사람이 자신이 원하는대로 행동하길 바라는 방식대로 행동하는 것이 일정치 않을 때, 자아중심주의와 마음 이론을 모두 보인다. 이 연구에서 시행된 실험에서, 아이들은 실험자가 두 상자 중 한 상자에만 장난감을 두는 것을 본다. 그러나 실험자는 장막을 설치하고 상자에 있던 장난감을 꺼내어 다른 상자에 넣어둔다. 장막을 거둔 후, 아이들은 실험자가 장난감을 꺼내는 모습을 보게 된다. 이때 아이는 중간에 장난감을 꺼내어서 다른 상자에 넣었다는 사실을 모르는 상태이다. 그래서 실험자가 처음에 장난감을 넣은 상자가 아닌 상자에 다가갈 때, 아이들은 실험자의 행동을 더 오래 지켜본다. 이는 영아의 기억 능력이 있다는 것을 보여줄 뿐 아니라, 아이는 자신의 기대와 다른 상황이 벌어지면 놀라게 되기에, 아이는 자기가 아는 것에 기반하여 기대하게 되는지 그 과정을 보여준다.
장 피아제(Jean Piaget)는 영아는 기본적으로 세상을 이해할 수도 없지만, 자신의 운동 능력(motor activity)으로 세상을 이해하기에, 영아가 보이는 자기중심주의는 이기적인 것(selfishness), 자기중심주의(self-centredness), 자기중심성(egotism)은 아니라고 말한다. 어린이의 사회적 발달에서, 영아기는 의식적 무의식적으로 신체적 욕구를 달성하는 데에 관심을 기울이기에 사회적 기능을 거의 수행하지 못하는 시기이다.

## 같이 보기
- 세계관
- 인식론
- 귀인 (심리학)
- 감정 바이어스
- 인지편향
- 인격 장애
- 아이
- 원맨
- 나르시시즘
- 개인주의
- 이기주의
- 쟈이아니즘
- 괴롭힘 (폐를 끼치는 행위)
- DQN
- 유쾌범